# Луноход 2
Луноход 2 е вторият от двата спускаеми апарата, изпратени от СССР към Луната с цел изследване на нейната повърхност по програмата Луноход.
Апаратът е изстрелян на 8 януари 1973 г. в 06:55:38 стандартно време. Масата на самия Луноход е 836 kg а общата маса доставена на Луната заедно със спускаемия модул е 1814 kg.
Луна 21 доставя Луноход 2 на повърхността на Луната. Основните цели на мисията са изпращане на снимки, изследване на фоновата светлина и дали е възможно провеждането на астрономически изследвания от повърхността, наблюдения на слънчевите рентгенови лъчи, измерване на лунното магнитно поле, изследване на повърхностната материя, както и установяване на разстоянието между Земята и Луната с висока точност с помощта на огледало монтирано на апарата, отразяващо лазерен лъч изпратен от Земята.

## Устройство и оборудване на апарата
Апаратът има размери 1,70 x 1,60 x 1,35 м и маса 840 кг. Шасито е с 8 колела, монтирани на независимо окачване, с независими елетромотори и спирачки. Апаратът може да се придвижва със скорост от 1 до 2 км/ч. Оборудването включва четири телевизионни камери, които заснемат видеоизображения със скорост от един кадър на всеки 3,2 до 21,1 секунди. Този видеопоток е излъчван към наземното управление, където екип от петима оператори изпраща навигационни команди в реално време.
Апаратът се захранва от слънчеви панели, монтирани на вътрешната част на разтварящ се капак в горната част на инструменталния отсек. Слънчевите панели захранват и батерии, позволяващи апаратът да запази минимални функции по време на лунната нощ. През лунната нощ електрониката поддържа работната си температура чрез топлината, отделена от радиоактивния разпад на полоний-210.
Оборудването включва и устройства за измерване на различни характеристики на лунната почва, рентгенов спектрометър, рентгенов телескоп, детектори на космически лъчи, магнитометър монтиран на мачта с дължина 2,5 m, както и лазерна установка, фотодетектор (Рубин-1) и огледало изготвено във Франция служещо за отражение на лазерните лъчи изпратени от Земята. Общата маса на Луна 21 и Луноход 2 е 1814 кг.

## Описание на мисията
Ракетата-носител тип СЛ-12/Д-1-е изстрелва апарата в работна околоземна орбита. Впоследствие се задейства двигателят на последната степен и насочва апарата към Луната. На 12 януари 1973 г. той навлиза в окололунна орбита с максимална и минимална височина над лунната повърхност от 100 и 90 км съответно. На 13 и 14 януари минималната височина е намалена на 16 км. На 15 януари след 40 обиколки около Луната, орбиталната скорост е намалена още повече и апаратът преминава в свободно падане. На височина от 750 m се задействат главните двигатели за меко кацане. След намаляване на височината до 22 м, главните двигатели се изключват и се задействат второстепенните. След намаляване на височината до 1,5 m се изключват и те, и апаратът пада на повърхността със скорост от около 2 m/s (7,5 km/h). Мястото и часът на кацане е 23:35 стандартно време в Кратера на Мониер с координати 25,85 северна ширина и 30,45 източна дължина.
След мекото кацане, Луноход 2 заснема с камерите си околността и се отделя от Луна 21 на 16 януари в 01:14 стандартно време. След това апаратът зарежда батериите си в продължение на два дни и на 18 януари прави още снимки на Луна 21 и района на кацане. След приключване на тези дейности апаратът започва изследването на Луната. В продължение на четири месеца изминава 37 км по повърхността, заснема 86 панорами и предава 80 000 снимки. По време на лунната нощ преминава в режим на изчакване, като бордната електроника е подгрявана от радиоактивен изотоп. Извършени са и множество измервания на свойствата на лунната почва и измервания на разстоянието Земя-Луна с помощта на носеното от апарата огледало. От Земята е изпратен мощен лазерен лъч. Той се отразява в огледалото и по времето за връщането му е определено прецизно това разстояние.
На 4 юни СССР обявява, че мисията е приключила, като най-вероятно повредата в апарата е настъпила по време на лунната нощ през май-юни. Апаратът е оставен в позиция, непозволяваща използването на бордното огледало – факт, сочещ неочаквана повреда.